# San Cesario di Lecce
San Cesario di Lecce là một đô thị và thị xã của Ý. Đô thị này thuộc tỉnh Lecce trong vùng Apulia. San Cesario di Lecce có diện tích km2, dân số theo ước tính năm 2005 của Viện thống kê quốc gia Ý là người. 
Các đơn vị dân cư:
Đô thị San Cesario di Lecce giáp với các đô thị: